# Mesite
Mesiter (Mesitornithidae) er en familie af fugle, der er en del af en gren (Columbimorphae ), der inkluderer Duer (Columbiformes) og Sandhøns (Pterocliformes). Det er små fugle der ikke flyve, eller kun med besvær, og de er endemiske til Madagaskar . De er den eneste familie med mere end to arter, hvor hver art er truet (alle tre er opført som sårbare).

## Beskrivelse
Mesitterne er skov- og kratfugle, der lever af insekter og frø. De brune og hvidbrystede mesiter fouragerer på jorden, indsamler insekter fra bladene og under dem, samt lav vegetation. Langnæbbet drosselrikse bruger sin lange næb til at søge føde i jorden. Andre fugle, såsom drongogøg og fluesnappere, vil følge mesiter for at fange de insekter, de finder, men ikke fanger. Mesiter synger med et kald svarende til spurvefugles brug ved territorialt forsvar. To eller tre hvide æg lægges i en platform af grene i en busk eller på en lav gren. Mesitornis- arterne er monogame  mens Monias benschi er polygam og i modsætning til de to andre viser signifikant seksuel dikromatisme .

## Systematik
Der er to slægter, Mesitornis (2 arter) og Monias (Langnæbbet drosselrikse subdesert mesite).
- Slægt Monias Oustalet & Grandidier, 1903
  - Langnæbbet drosselrikse Monias benschi Oustalet & Grandidier, 1903
- Slægt Mesitornis Bonaparte, 1855 Mesites Geoffroy, 1838 non Schoenherr, 1838 ; Mesoenas Reichenbach, 1861
  - Hvidbrystet mesit, Mesitornis variegata (Saint-Hilaire, 1838)
  - Brun mesit, Mesitornis unicolor (Des Murs, 1845)

- Hvidbrystet mesit, Mesitornis variegata
- Brun mesit, Mesitornis unicolor
- Langnæbbet drosselrikse, Monias benschi

Historisk set var mesites fylogenetiske forbindelser ikke særlig klare og er blevet allieret med Gruiformes,  Turniciformes og Columbiformes . 
Nylige fylogenomiske undersøgelser understøtter Pterocliformes (sandhøns) som søstergruppe af mesitter mens nogle nyere undersøgelser placerer denne gren med en anden gren bestående af Columbiformes (duer) og Cuculiformes (gøge).